# Cy Howard
Cy Howard, pseudonimo di Seymour Horowitz (Milwaukee, 27 settembre 1915 – Los Angeles, 29 aprile 1993), è stato uno sceneggiatore, produttore cinematografico e regista statunitense.

## Biografia

### Gli inizi
Iniziò la sua carriera cinematografica nel 1949 come sceneggiatore e produttore del film La mia amica Irma di George Marshall, pellicola in cui apparve per la prima volta la coppia Dean Martin-Jerry Lewis.

### Vita privata
Howard si sposò tre volte. Il 30 aprile del 1944 con la cantante e attrice Nan Wynn, da cui divorziò nel maggio 1947. La seconda moglie fu l'attrice Gloria Grahame, che sposò il 15 agosto 1954, da cui ebbe un figlio e poi divorziò nell'ottobre 1957. L'ultima moglie fu Barbara Leah Warner, sposata nel gennaio 1977, fino alla morte di Howard avvenuta nel 1993.

## Filmografia parziale

### Sceneggiatore
- La mia amica Irma (My Friend Irma), regia di George Marshall (1949)
- Irma va a Hollywood (My Friend Irma Goes West), regia di Hal Walker (1950)
- Quel fenomeno di mio figlio (That's My Boy), regia di Hal Walker (1951)
- Maggie Brown, regia di David Alexander (1963) - Film TV
- Patto a tre (Marriage on the Rocks), regia di Jack Donohue (1965)
- Mafiosi di mezza tacca e una governante dritta (Every Little Crook and Nanny), regia di Cy Howard (1972)
- Won Ton Ton, il cane che salvò Hollywood (Won Ton Ton: The Dog Who Saved Hollywood), regia di Michael Winner (1976)

### Produttore
- La mia amica Irma (1949)
- Irma va a Hollywood (1950)
- Quel fenomeno di mio figlio (1951)
- Mickey and the Contessa (1963)

### Regista
- Amanti ed altri estranei (Lovers and Other Strangers) (1970)
- Mafiosi di mezza tacca e una governante dritta (Every Little Crook and Nanny) (1972)
- It Couldn't Happen to a Nicer Guy (1974)

## Candidature
- 1952 - Candidatura al Writers Guild of America Award per Quel fenomeno di mio figlio.